# Sepp Mitterbauer

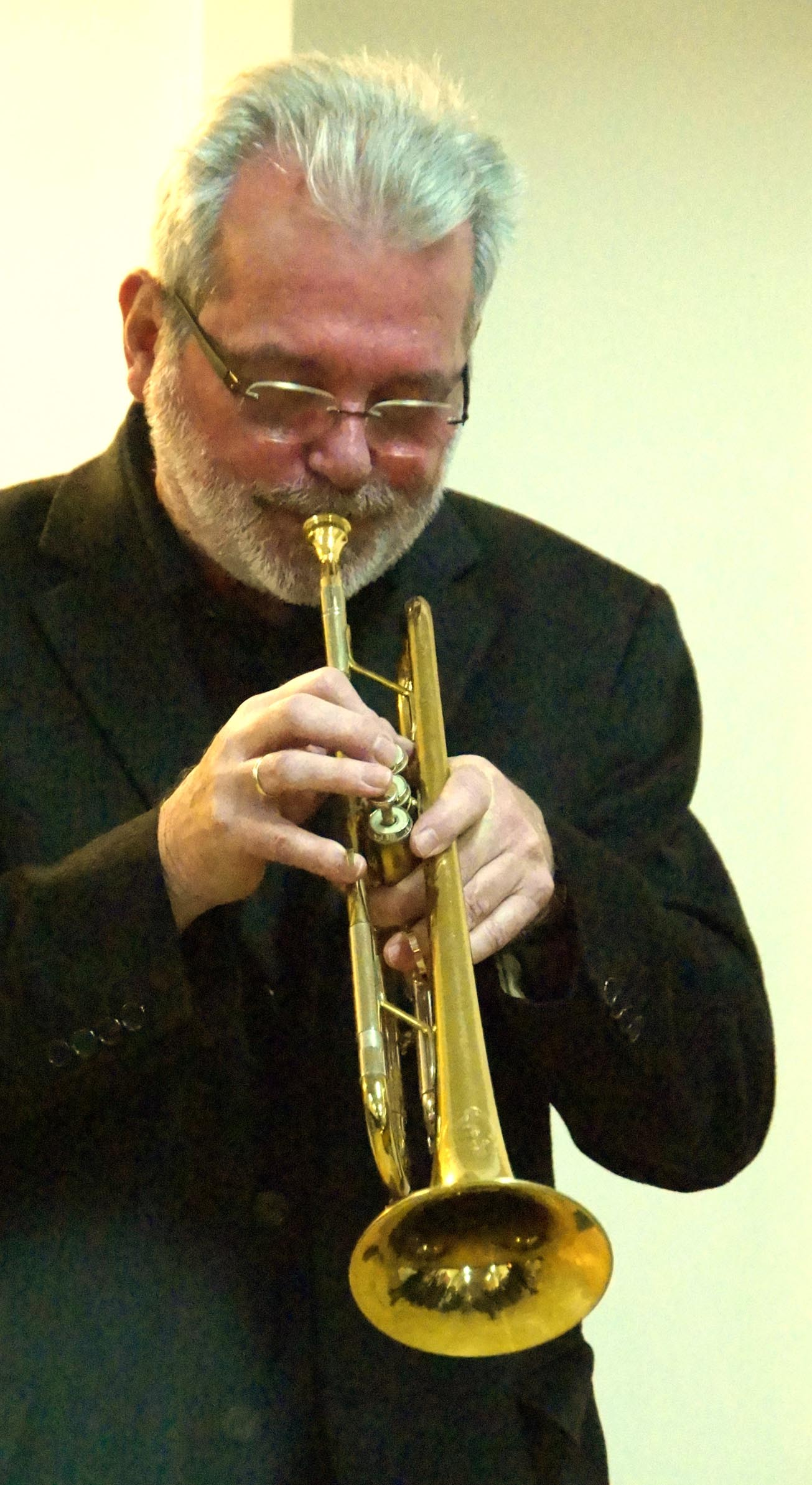
Sepp Mitterbauer (2013)

Sepp Mitterbauer (* 7. September 1946 in Wien; † 9. Dezember 2015) war ein österreichischer Trompeter und Pianist.

## Leben und Wirken
Mitterbauer erhielt ab dem achten Lebensjahr Klavierunterricht und studierte als außerordentlicher Hörer bereits als Zwölfjähriger am Wiener Konservatorium. Sechzehnjährig, mittlerweile ordentlich inskribiert, wechselte er zur Trompete als Hauptfach, behielt jedoch das Piano als Zweitfach. Etwa mit dem John-Coltrane-Konzert im Wiener Konzerthaus 1962 (das übrigens auch  Horst Brückl, Walter Malli, Pechoc und Novotny beflügelte) begann er sich dem Jazz zuzuwenden.
Als Student bei Victor Sokolowski (Klavier, Musikgeschichte, Harmonielehre) befasste Mitterbauer sich grundlegend mit der Zwölftontechnik im Stil des Josef Mathias Hauer und trat oftmals im Rahmen des Josef-Mathias-Hauer-Kreises (Erste Gesellschaft zur Pflege des Zwölftonspiels) auf. Der Kontakt zum Lehrer war so gut, dass Sokolowski bei der Hochzeit seines Schülers spielte.
1964, mit absehbarer erfolgreicher Beendigung seines Studiums, aber desillusioniert von einer möglichen Zukunft als Orchestermusiker, beschloss Mitterbauer jedoch, seine musikalischen Ambitionen bloß noch als Liebhaberei weiter zu verfolgen und nahm eine Stellung beim Magistrat der Stadt Wien an, was ihm zuletzt den Posten des Leiters des Bezirksamts Brigittenau erbrachte, gleichzeitig aber vollkommen freie Hand für seine bevorzugte Musik ließ.
Sein Studienkollege Franz Rosicky brachte ihn um 1965 mit Fritz Novotny zusammen, der damals eine Free Jazz Formation gründete. Diese Formation, reformARTunit, zu deren Kern Mitterbauer seitdem gehörte, existierte auch Ende 2013 noch.

### Mitterbauer in anderen Gruppen (Auswahl)
- Project of Art – Eigene Band ab Mitte der 1980er-Jahre[2]
- M’Boom[3] (Fritz Kotrba, Claus Mayrhofer Barabbas, Mitterbauer als Trio, gelegentlich ergänzt durch Markus Pillhofer); Mitterbauer trat unter dem Pseudonym M’Tab auf. Die Band bestand von 1979 bis 1981; im letzten Jahr ersetzte Walter Malli Kotrba, der sich aus der Musik zurückzog.
- Diverse Blues-Formationen mit Sandro Miori, beispielsweise The Clan Music Overdrive (1986–1989).